# دمیتری آشخاروموف
دمیتری دمیترو آشخاروموف (ارمنی: Դմիտրի Դմիտրու Ախշարումով؛ زادهٔ ۱۴ مهٔ ۱۸۲۳ - درگذشته ۶ ژانویهٔ ۱۹۱۰) نویسنده و پزشک اهل ارمنستان بود. در سال ۱۸۴۶ از دانشگاه دولتی سن پترزبورگ فارغ‌التحصیل شد.

## آثار
- «Լեռը բարձր Է, գագաթը հազիվ է նշմարվում» (۱۸۴۹)
- «Հող, դժբախտ հող» (۱۸۴۹)